# Abbaye Sainte-Cécile de Solesmes
Pour les articles homonymes, voir Sainte-Cécile, Sainte Cécile et Cécile.
L'abbaye Sainte-Cécile de Solesmes est un monastère de bénédictines fondé par dom Guéranger, en 1866. Il constitue le pendant féminin de l'abbaye Saint-Pierre de Solesmes.
Ce monastère de moniales est la dernière fondation de dom Guéranger, restaurateur de la vie monastique en France, mais aussi la première fondation d'un monastère de femmes de la « congrégation française de l'ordre de saint Benoît », qui deviendra plus tard la Congrégation de Solesmes.

## Histoire
À la différence des monastères d'hommes tous supprimés lors des troubles de la Révolution française, il subsistait des monastères de moniales bénédictines, reconstitués tant bien que mal et qui avaient gardé la vie bénédictine en adjoignant à leurs activités des tâches d'éducation. Il n'y avait donc pas la même nécessité pour dom Guéranger, de créer une branche féminine à la congrégation bénédictine nouvelle, de la même façon qu'il avait fait revivre les monastères d'hommes en France. 
En réalité cette fondation a été permise grâce à la rencontre de dom Guéranger avec une personne qui s'avérera par la suite exceptionnelle : Jenny Bruyère. La jeune fille lui est confiée pour une préparation à la première communion. Rapidement devenue la fille spirituelle du père Abbé, elle lui exprime peu à peu son désir de se consacrer entièrement à Dieu, dans la spiritualité de Solesmes et la règle de saint Benoît.
Le monastère rapidement construit prend le nom de Sainte Cécile à cause de la dévotion particulière qu'avait dom Guéranger vis-à-vis de la martyre romaine. La fondatrice Jenny Bruyère adopte également comme nom de religion celui de la sainte romaine, en devenant Cécile Bruyère, première abbesse de Sainte-Cécile de Solesmes. 
Dans son livre La Cathédrale (1898), Joris-Karl Huysmans consacre quelques pages admiratives à l'abbaye Sainte-Cécile, dont les moniales font revivre le plain-chant grégorien dans toute sa pureté et dans toute sa force, et à son abbesse, « une grande abbesse du Moyen Âge ».
Dans le chœur de l'abbatiale du XIXe siècle, on trouve une reproduction à l'identique et à l'échelle du gisant de sainte Cécile tel qu'on peut le voir à la basilique Sainte-Cécile de Rome. L'église construite en pierre blanche de tuffeau qui renoue avec le style gothique du XIIIe siècle présente une ornementation dédiée à la vie de Cécile, sainte patronne des musiciens.  
À la différence de beaucoup de couvents féminins de l'époque, la spiritualité de Sainte-Cécile de Solesmes se fonde sur la pratique et la spiritualité liturgique, très loin des méthodes d'oraison qui avaient habituellement cours dans les maisons religieuses de cette époque. Le dynamisme de cette rénovation monastique et le rayonnement de sa fondatrice a permis à la branche féminine de la Congrégation de Solesmes de fonder de nombreux monastères qui essaiment aujourd'hui en France et à l'étranger. 
Le rayonnement de Sainte-Cécile de Solesmes déborde largement les limites étroites de la congrégation, puisque les constitutions écrites par madame Bruyère pour ses moniales avec l'appui de dom Guéranger influencent à l'époque beaucoup de monastères de bénédictines en France et hors des frontières. Une des particularités les plus frappantes, c'est le rétablissement de l'abbatiat pour les femmes avec ses attributs (notamment l'anneau, la croix pectorale et la crosse) mais aussi le renouveau du rite oublié de la consécration des vierges.
En 1967, les bénédictines ont fondé un monastère à Keur Guilaye (Sénégal).
En 1977, le prieuré Sainte Marie des Anges en Martinique qui est aujourd'hui semi-indépendant.

## Liste des abbesses
- 1867-1909 : Cécile Bruyère
- 1909-1928 : Claire de Livron de Bourbonne
- 1928-1948 : Madeleine Limozin
- 1948-1981 : Gaudentie Limozin
- 1981-2011 : Marie-Bernadette de Maigret
- 8 septembre 2011 : Claire de Sazilly